# Hässelby strand (metropolitana di Stoccolma)
Hässelby strand è una stazione della metropolitana di Stoccolma.
La fermata, situata nell'omonimo quartiere compreso all'interno della circoscrizione di Hässelby-Vällingby, è un capolinea della linea verde T19: la stazione più vicina è quella di Hässelby gård. La distanza che la separa dalla stazione di Slussen è invece di 18,6 chilometri.
La sua ufficiale avvenne il 18 novembre 1958. In ordine cronologico è stata la 45ª fermata a divenire operativa.
La piattaforma è collocata in superficie, geograficamente compresa tra le strade Maltesholmsvägen e Persikogatan. L'unico ingresso presente è invece ubicato presso il viale Fyrspannsgatan. Progettata dall'architetto Magnus Ahlgren, la stazione ospita dal 2000 un mosaico dell'artista svedese Christian Partos intitolato Teleportering.
L'utilizzo medio quotidiano durante un normale giorno feriale è pari a 4.400 persone circa.

## Tempi di percorrenza
| Linea | Capolinea | Tempo  | Stazione                                     | Tempo                              |
| T19   | Hagsätra  | 55 min | Åkeshov Alvik T-Centralen Gamla stan Slussen | 12 min 19 min 32 min 33 min 35 min |